# Noctitrella
Noctitrella is een geslacht van rechtvleugeligen uit de familie krekels (Gryllidae). De wetenschappelijke naam van dit geslacht is voor het eerst geldig gepubliceerd in 1990 door Gorochov.

## Soorten
Het geslacht Noctitrella omvat de volgende soorten:
- Noctitrella ardua Gorochov, 2003
- Noctitrella berezini Gorochov, 2003
- Noctitrella devexa Gorochov, 2003
- Noctitrella glabra Ingrisch, 1997
- Noctitrella hirsuta Ingrisch, 1997
- Noctitrella parardua Gorochov, 2003
- Noctitrella plurilingua Ingrisch, 1997
- Noctitrella spinosa Gorochov, 2003
- Noctitrella tranquilla Gorochov, 1990